# Brooksetta incurva
Brooksetta incurva är en insektsart som först beskrevs av Knight 1927.  Brooksetta incurva ingår i släktet Brooksetta och familjen ängsskinnbaggar. Inga underarter finns listade i Catalogue of Life.